# Mouldingia
Mouldingia är ett släkte av snäckor. Mouldingia ingår i familjen Camaenidae.
Kladogram enligt Catalogue of Life:
| Mouldingia | \| \| Mouldingia occidentalis \| \| \| \| \| \| Mouldingia orientalis \| \| \| \| |
|            | \| \| Mouldingia occidentalis \| \| \| \| \| \| Mouldingia orientalis \| \| \| \| |
|            | Mouldingia occidentalis                                                           |
|            |                                                                                   |
|            | Mouldingia orientalis                                                             |
|            |                                                                                   |